# Ли Ен Гу
Ли Ен Гу (род. 1922 год) — колхозник колхоза «Большевик» Чиилийского района Кзыл-Ординской области, Казахская ССР. Герой Социалистического Труда (1950).

## Биография
Родился в 1922 году в Приморском крае.
После депортации корейцев с Дальнего Востока был определён на спецпоселении в Чиилийском районе Кызыл-Ординской области Казахской ССР. Работал разнорабочим в колхозе «Большевик». После укрупнения трёх маломощных колхозов работал разнорабочим в рисоводческом колхозе «Авангард» Чиилийского района в селе Акмая. Был назначен звеньевым рисоводческого звена.
В 1949 году звено, которым руководил Ли Ен Гу, собрало высокий урожай риса. Указом Президиума Верховного Совета СССР от 21 июня 1950 года «за получение высокого урожая риса при выполнении колхозами обязательных поставок и контрактации по всем видам сельскохозяйственной продукции, натуроплаты за работу МТС в 1949 году и обеспеченности семенами всех видов культур в размере полной потребности для весеннего сева 1950 года» удостоен звания Героя Социалистического Труда с вручением ордена Ленина и золотой медали «Серп и Молот».
Этим же указом были удостоены звания Героя Социалистического Труда труженики колхоза «Большевик» Пак Дон Ер, Ан Дон-Дю, Ким Хи Хак и Хе Бен Хи.